# Ie (Okinawa)
Ie (Japonés: 伊江村 ie-son; Okinawense: Iijima  伊江島) es una villa situada en el distrito de Kunigami, Okinawa, Japón. Tiene una población estimada, a fines de septiembre de 2021, de 4,441 habitantes.
El pueblo ocupa la totalidad de la isla de Iejima y se conecta con la isla de Okinawa vía ferry.
El aeródromo de Shima, una base de entrenamiento militar del Cuerpo de Marines de los Estados Unidos, ocupa aproximadamente un tercio de su territorio.